# Hidra de Lerna

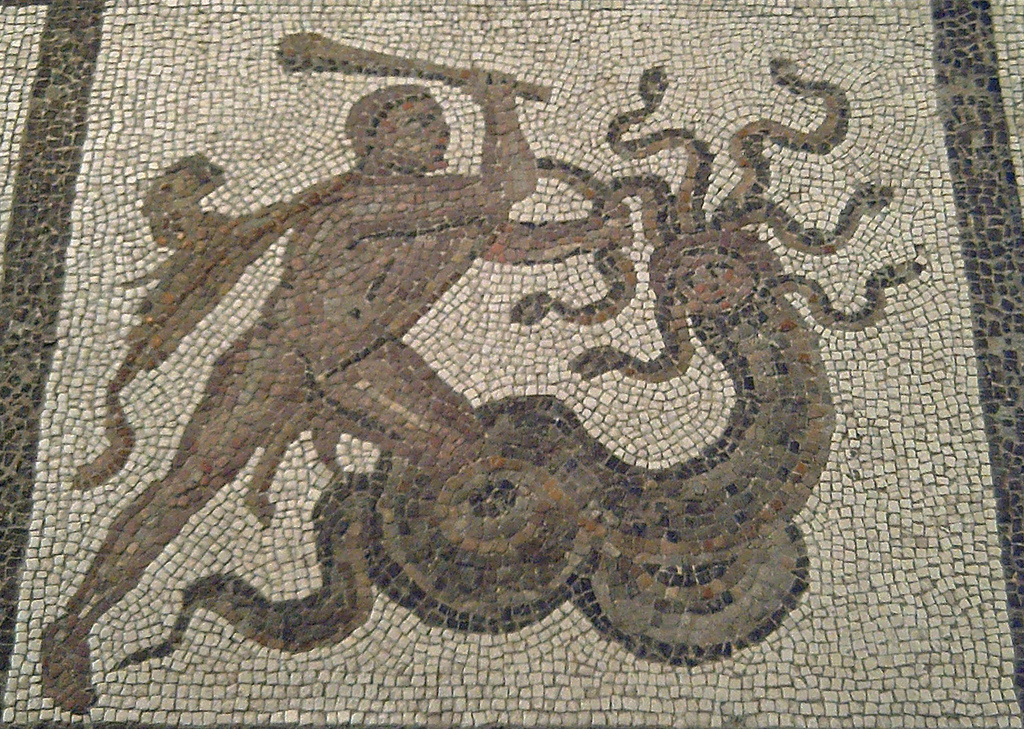
Hèracles i l'Hidra, mosaic romà de Llíria (Camp de Túria)

En la mitologia grega, l'Hidra de Lerna (en grec antic: Λερναῖα Ὕδρα; en llatí: Hydra Lernaea) era un antic i despietat monstre aquàtic ctònic amb forma de serp policèfala (el nombre dels seus caps va des de 5 fins a 100 i fins i tot 10.000 segons la font) i amb alè verinós (Higí, 30) a la qual Hèracles va matar en un dels seus dotze treballs. El seu cau era el llac de Lerna al golf de l'Argòlida (prop de Nàuplia), si bé els arqueòlegs han confirmat que aquest lloc sagrat és anterior fins i tot a la ciutat micènica d'Argos, ja que Lerna va ser el lloc del mite de les Danaides. Sota les seves aigües hi havia una entrada a l'inframon que l'Hidra guardava.
L'Hidra era filla de Tifó i Equidna. Va ser criada per Hera sota un plàtan a prop de la font Amimone a Lerna. Es deia que era germana del Lleó de Nèmea i que per això buscava revenja per la mort d'aquest a mans d'Hèracles. A aquest fet s'atribueix que fos elegida com a treball per a Hèracles, d'aquesta manera moriria.
En el segon dels dotze treballs que Hèracles va complir sota les ordres del seu cosí Euristeu, rei de Micenes, l'heroi havia de matar l'Hidra de Lerna. Aquesta era una enorme serp de set caps, que quan es tallava un d'aquests, en naixien dos o més. Va ser criada per Hera a les zones pantanoses de Lerna, a l'Argòlida. Era capaç de matar amb el seu alè a qui se li apropés. Hèracles, contenint la respiració, va començar a lluitar contra l'Hidra tallant els seus caps amb una espasa. Hera va enviar un enorme cranc per a destorbar Hèracles, però aquest el va aixafar amb el peu. Iolau, escuder d'Hèracles, va acudir en la seva ajuda i, mentre aquest tallava els caps amb una espasa, Iolau cremava les ferides amb una torxa per a evitar que es reproduïssin els caps. Després de donar mort a l'Hidra i esbudellar-la, va mullar les seves fletxes en la fel del monstre, a partir de llavors la més petita ferida que aquestes fletxes causessin seria letal. Euristeu no va considerar vàlid aquest treball perquè Hèracles havia estat ajudat per Iolau.
El satèl·lit de Plutó Hidra s'anomenà en honor seu.

## Mort per Hèracles
Després d'arribar al pantà proper al llac Lerna, Hèracles es va cobrir la boca i el nas amb una tela per protegir-se del seu alè verinós i va disparar fletxes en flames al seu refugi (la font d'Amimone) per obligar-lo a sortir. Llavors s'hi va enfrontar amb una falç (segons apareix en alguns vasos pintats antics); Ruck i Staples han assenyalat que la reacció d'aquesta criatura ctònica va ser botànica: després de tallar cada un dels seus caps Hèracles va descobrir que li creixien dos nous caps, una expressió de la desesperació d'aquesta lluita per a qualsevol llevat de per a aquest heroi.
Els detalls de l'enfrontament són explicats per Apol·lodor (2.5.2): advertint que no podria derrotar l'Hidra d'aquesta forma, Hèracles va demanar ajuda al seu nebot Iolau. Aquest va tenir la idea (possiblement inspirada per Atena) d'usar una teia ardent per cremar el monyó del coll després de cada decapitació. Hèracles va tallar tots els caps i Iolau va cremar els colls oberts, matant així l'Hidra. Hèracles va prendre llavors el seu únic cap immortal i la va enterrar sota una gran roca al camí sagrat entre Lerna i Eleia i va mullar les seves fletxes a la sang verinosa de l'Hidra, completant així el seu segon treball.
En una versió alternativa, Hera enviava un cranc que mossegués els peus d'Hèracles i el destorbés, esperant provocar així la seva mort. Hera el va posar en el Zodíac per seguir el Lleó (Eratòstenes, Catasterismes).
Quan Euristeu, el rei que assignava els treballs a Hèracles, va saber que havia estat el seu nebot qui li havia donat la torxa, va declarar que no havia completat el treball sol i, per tant, no comptava per al total de deu tasques que se li havien assignat. Aquest element mític és un ambigu intent de resoldre el conflicte entre els antics deu treballs i els dotze més recents.
El terme «hidra» és usat avui amb freqüència per referir-se a un problema multifacètic que sembla impossible de resoldre pas a pas, o a un que empitjora després d'intentar resoldre'l amb mètodes convencionals, com per exemple quan els intents per eliminar certa informació fan que aquesta es difongui fins i tot més àmpliament.

## Origen
Quan el sol és al signe de Càncer, el cranc, la constel·lació Hidra té el seu cap a prop. Els mitògrafs expliquen que l'Hidra de Lerna i el cranc van ser pujats al cel després que Hèracles els matés.
Resulta dubtós el significat de la cauterització dels caps de la serp, però podria derivar d'una possible batalla relacionada amb Lerna, indicant potser la crema de part dels enemics (probablement cadàvers) per així dispersar-los.
Lerna apareix en un altre mite com una font que Posidó va crear en memòria de la filla de Dànau, Dànae (qui representa els dànaus, els quals apareixen en obres més antigues, per exemple la Ilíada, com un grup de mariners d'un altre lloc), la qual cosa pot esser un mite sobre un atac fallit en la població indígena que més tard seria repetit amb èxit.
El mot grec per a 'fletxa' és tòxon, que està molt relacionat amb toxis 'verí', d'aquí les fletxes verinoses que Hèracles va crear a partir de la sang de l'Hidra. L'associació amb el Lleó de Nèmea pot procedir de la recreació de relats auxiliars per a establir un ordre en què el relat de l'Hidra seguís al del Lleó.